# Emix
Emix, pseudonimo di Emiliano Mosci (Roma, 8 dicembre 1971), è un disc-jockey e produttore discografico italiano.

## Biografia
Si avvicina giovanissimo alla musica e debutta come Dj nel 1989 durante l'era Techno-Acid di Rave e After della capitale. L'evento che lo porta ad affermarsi al grande pubblico è il Capodanno d'Italia del 1995 al 'The Dream' di Anzio, dove si impone come dj Techo-Progressive rivelazione.
Con il passare degli anni e l'accrescersi della sua fama, occuperà il prestigioso ruolo di dj resident nei più rinomati club d'Italia tra i quali Palladium, Hollywood, Arabesk, Red Zone, Piper, Qube per le trasgressive serate Muccassassina, NRG 'Diabolika' che grazie alla collaborazione con la nota radio M2O diventa uno degli eventi più seguiti d'Italia dal popolo della notte (radio con la quale collaborerà per una trasmissione radiofonica dal nome "In Da House"), Space d'Ibiza e Cocoricò.
Si esibisce inoltre in locali e festival di fama internazionale e mondiale come il Goliath di Zurigo e la Street Parade, lo Space di Valencia, Pacha a Palma di Maiorca, Liquid e Tropix di Barcellona, Duplex di Praga, Lipgloss a San Diego, Menagerie e Folliè di Miami, PP Club di Hong Kong, The End a Londra, Zapata a Stoccarda e molti altri.
La sua carriera come produttore comincia con l'amico e collega D-Lewis nel 1992, con cui divide quasi tutti i lavori discografici e gran parte delle serate nei club. Il loro primo vinile esce nel 1996 su Zoomedia records e da quell'anno ne pubblicheranno più di 55.
Emix collabora con molte etichette tra cui Sony, Universal Sound, Bosphorus, Paprika, Mr. Disk, Flat Belly, Evidence, Audio Elite, Exp, Gas, Molto, Start, Status, Algoritmic, I'm, Eclipse, Circus, Fulltime, Sound Real, Spectra, Phyton, Stereoseven, Nib, DB e Clubbin'.
Proprio grazie alla Clubbin' Emix e D-Lewis si impongono sul panorama nazionale ed internazionale con la cover di "Electrica Salsa" disco degli Off con vocal di Sven Väth, pubblicata anche sulla Deejay Parade del 2004, e il remix di Exogroove feat. Tony Bruno, anche se l'attenzione sul duo sarà catalizzata completamente grazie al brano "Scariche" su etichetta Acid 80.
Curano inoltre la direzione artistica per la Antibemusic per le famose compilation House Family, Electro Family e Minimal Techno e per le Labels Acid '80, Zig Zag e Abm.
Nel 2006 pubblicano il loro primo album "Officine Romane" accompagnati dall'uscita del video "Baby", primo singolo estratto.
A testimonianza del suo continuo processo evolutivo musicale vi è il remix del 2008 per Audiosafe e Toito con sonorità prettamente Techno-Minimal.
Nel 2008 diviene socio onorario dell'ANPAD (Associazione Nazionale Produttori Autori Deejay) e Resident allo Space di Ibiza, mentre la sua creazione "Eivissa" (Acid'80) spicca in vetta alle classifiche grazie anche al supporto del collega Loco Dice.
Nel 2009 vince il Dj Award come miglior Dj Italiano e crea assieme all'amico D-Lewis il progetto Reazione, un live efx show dove suonano in "Back to Back".
Nel 2010 intraprende un tour Europeo con sponsor Reloop, Vestax, Native Instruments e Otus. Nello stesso anno grazie a Fedde Le Grand esce un remix di Lunchbox, un suo progetto targato Acid'80 che svetta in cima alle classifiche in brevissimo tempo.
Il suo percorso musicale in continua evoluzione pur rimanendo fedele al suo stile come dimostrano i vari progetti: Angelina, Oceania, Queen, May The twelfth, Time in da house e Caribou dove ritorna su sonorità Techno e Tech-House.
Il 'Cocoricò Love Aquafan' di Riccione lo vede protagonista nell'Estate del 2011; nel 2012 entra a far parte del progetto Brancaleone/Alpheus, seguito dall'Animal Social Club e dal 'Make Some Noize' a Rock in Roma con super guest Internazionali.
Propone un'after 'Alauda' al locale 2N e collaborazioni con il Lanificio. Roma Capital Summer 2014 è il progetto estivo che segue insieme a guest internazionali. Nell'Inverno 2015 intraprende una collaborazione con Aurunci16 per techno session. Ideatore del progetto SPASIBO fstvl# techno (arrivata oggi alla 4ª edizione), grazie al supporto di prestigiose crew romane e collaborazioni con dj internazionali del calibro di Lory D, Donato Dozzy, Frank Muller Beroshima e Cirillo. 
È impegnato attualmente con la sua nuova label Uwaga, i party Diabolika Reunion Tour e il film in proiezione sul grande schermo "Generazione diabolica" che documenta l'evoluzione di un movimento da gli anni 2000 in poi che oggi da critici, addetti ai lavori e soprattutto dal pubblico è ritenuto uno dei più grandi movimenti di tendenza electro-house-techno mai esistiti in Italia.

## Discografia
- Briga - Baciami, Rmx feat Emix & D Lewis (Sony Music 2016)
- Chris Lou - Time in Da House (Italo Business 2014)
- S. V. - Sphinx, Emix & D Lewis remix (Acid 80' 2011)
- Emix & D Lewis - Oceania (Bosphorus Underground 2011)
- Emix & D Lewis - Auratone (Audio Elite 2011)
- Robert Hein - Supercharo, Emix & D Lewis remix (Acid 80' 2011)
- NHB - Beliving, Emix & D Lewis beliving in anything remix (Flat Belly Records 2010)
- Emix & D Lewis - Young & beautiful (Acid 80' 2010)
- Emix & D Lewis - Fuck, the remixes (Acid 80' 2010)
- Emix & D Lewis - Back to acid, the remixes (Acid 80' 2010)
- Audiosafe - Codec 3 / Codec 4 (Acid 80' 2010)
- Emix & D Lewis - Lunchbox (Acid 80' 2010)
- Emix & D Lewis - Peace (Acid 80' 2009)
- D Lewis & Emix feat. Frenzy - Violet, the remixes (Acid 80' 2009)
- D Lewis & Emix - Voglio dormire (Acid 80' 2008)
- D Lewis & Emix - Oslo / Angelina (Acid 80' 2008)
- D Lewis & Emix - Go (Acid 80' 2008)
- D Lewis & Emix - Hello (Acid 80' 2008)
- D Lewis & Emix - Rusty (Acid 80' 2008)
- Toito - Ramona / Mambo (Zig Zag 2008)
- Audiosafe - Codec 2 (Abm 2008)
- D Lewis & Emix - Icaro (Acid 80' 2008)
- Audiosafe - Codec zero / 1 (Abm 2007)
- D Lewis & Emix - Fercam (Acid 80' 2007)
- D Lewis & Emix feat. Frenzy - Violet (Acid 80' 2007)
- Charlie - E.P. (Mr. disc 2007)
- D Lewis & Emix - Baby (Acid 80' 2007)
- Kuato - Tube / Distressor (Zig Zag 2007)
- D Lewis & Emix - Stereocrash (Acid 80' 2006)
- D Lewis & Emix feat. Stigma - Scariche (Acid 80' 2006)
- Kayak - Punkt (Zig Zag 2006)
- Ike Therry - Pony (Fulltime 2006)
- Kano - Frequency (Fulltime 2006)
- Gino - Tribute (Acid 80' 2006)
- Kayak - Ass (Zig Zag 2006)
- Api - Lunchbox (Acid 80' 2006)
- Deko - Reise/Liebe (Zig Zag 2006)
- Gino - Party (Acid 80' 2006)
- Jago - Tweeker (Sound Real 2006)
- D Lewis / Pulvinar - Reject E.P. (Whiff 2006)
- Stigma - Gomma (Acid 80' 2005)
- D Lewis & Emix - Walkin (Dbx 2005)
- Model 20-16 - Radar (Clubbin 2005)
- Gino - Simon Elvis (Acid 80' 2005)
- Kano - Come in back (Fulltime 2005)
- Gino vs Stigma - Fuck (Acid 80' 2005)
- D Lewis & Emix feat. V. Luxuria - Belladonna (Dbx 2005)
- Stigma - Scariche (Acid 80' 2005)
- Gino vs D Lewis & Emix - Back to acid (Acid 80 2005)
- D Lewis & Emix - Supadisko (Dbx 2005)
- Exogroove feat. Tony Bruno - Exogroove (Clubbin 2005)
- D Lewis & Emix - Video kill the radio star (Clubbin 2004)
- Emix & D Lewis - Push it (Clubbin 2004)
- E. Inglese vs D Lewis & Emix - Saxtronic love part. II (Paprika 2004)
- D Lewis & Emix - Electrica salsa (Clubbin 2003)
- D Lewis vs Emix - Gino's boogie (Algoritmic 2004)
- Emix & D Lewis - Venusville (Clubbin 2004)
- Self Service feat. Vladimir Luxuria - Selfish (Paprika 2003)
- E. Inglese - Saxtronic Love (Paprika 2004)
- D Lewis & Emix - Monkey electro experience (Exp 2003)
- D Lewis & Emix - Africa Europe express (Exp 2003)
- Master Enjoy vs D Lewis & Emix - Jump E.P. (Gas 2003)
- Stadium - The masses (I am 2001)
- Emix - Double B (Status 1998)
- D Lewis - Polyhedric E.P. (Status 1998)
- VV.AA. - Hallmark E.P. (Start 1997)
- D Lewis & Emix - Tin plus (Status 1997)
- VV.AA. - Revolution E.P. (Start 1997)
- Model 2016 - Stypen E.P. (Status 1997)
- Mark Angel - Pulsar E.P. (Start 1997)
- Emix & D Lewis - West move (Evidence 1997)
- D Lewis & Emix - Tek (Evidence 1996)
- VV.AA. Shudder (ZooMedia 1996)